# Soulside Journey
Soulside Journey es el primer álbum de la banda de black metal Darkthrone, producido por Tomas Skogsberg y la misma banda. Fue grabado en 1990, pero salió a la venta a principios de 1991.
En las primeras ediciones en vinilo, Fenriz usó el alias "Hank Amarillo", y Nocturno Culto usó su nombre real, Ted Skjellum. Fue remasterizado y reeditado en el año 2003 en un digipack que incluía una entrevista].
La portada fue diseñada por Duncan Fegredo.
Al contrario que otros muchos álbumes de Darkthrone, este no es para nada black metal, sino death metal.

## Lista de canciones
1. "Cromlech" 04:11
2. "Sunrise Over Locus Mortis" 03:31
3. "Soulside Journey" 04:36
4. "Accumulation of Generalization" 03:17
5. "Neptune Towers" 03:15
6. "Sempiternal Sepulchrality" 03:32
7. "Grave with a View" 03:27
8. "Iconoclasm Sweeps Cappadocia" 04:00
9. "Nor the Silent Whispers" 03:18
10. "The Watchtower" 04:58
11. "Eon" 03:39

## Miembros
- Ted Skjellum (Nocturno Culto) - guitarra líder y vocales
- Ivar Enger (Zephyrous) - guitarra rítmica
- Dag Nilsen - bajo
- Hank Amarillo (Fenriz) -batería
- Tomas Skogsberg - Productor
- Duncan Fegredo - Diseño de carátula